# Fox Broadcasting Company
A Fox Broadcasting Company amerikai televízió társaság. Tulajdonosa a Fox Entertainment Group vállalatcsoport, amely eredetileg a Rupert Murdoch irányította News Corporation médiabirodalom részét képezte, majd később annak utódvállalatáét, a 21st Century Foxét. A 21CF nagy részét a Disney felvásárolta 2019-ben, a megállapodás viszont nem tette lehetővé jogilag a Fox csatorna átvételét, így az a 21CF megmaradt vállalatait igazgató, frissen megalakult Fox Corporationhoz került, ezzel továbbra is a Murdoch-család tulajdonát képezi.
1986. október 9-én FOX néven indította el saját televíziócsatornáját, ekkor bővült négy szereplősre az addig az ABC, az NBC és a CBS trió által uralt amerikai földi sugárzású szabadon vehető televíziós piac. A csatorna műsoraival főleg a fiatal nézőket célozta meg. Műsoridejében híreket, szórakoztató műsorokat és sorozatokat vetít. A hálózat a nevét társcégéről, a 20th Century Fox filmstúdióról kapta.

## A Fox Magyarországon
2013 decemberében a FOX International Channels bejelentette, hogy Magyarországon is el kívánja indítani FOX csatornáját.
A magyar verzió 2014. február 4-én indult és olyan népszerű sorozatokat hozott el a magyar közönségnek mint a The Walking Dead, Da Vinci démonai, 24, Az Álmosvölgy legendája, A Simpson család vagy az Így jártam anyátokkal. 2018. április 30-án az alacsony nézőszámra tekintettel megszűnt.

## A Fox Magyarországon is ismert produkciói
- 24
- Lucifer
- Allen Gregory
- Ally McBeal
- Amerikai fater
- Beverly Hills 90210
- Bob burgerfalodája
- Bűbájos boszorkák
- A Cleveland-show
- Dr. Csont
- Doktor House
- Dollhouse
- Egy rém rendes család
- Family Guy
- Firefly
- Futurama
- Glee – Sztárok leszünk!
- Gordon Ramsay – A pokol konyhája (Hell's Kitchen)
- Hazudj, ha tudsz! (Lie to Me)
- Az ítélet: család (Arrested Development)
- Empire
- John Doe – A múlt nélküli ember
- MASH (közös produkció a CBS-szel)
- Melrose Place
- A rejtély
- A Simpson család
- Sliders
- A szökés
- Táncolj, ha tudsz! (So You Think You Can Dance)
- Terminátor – Sarah Connor krónikái
- Texas királyai
- Tökéletes célpont (Human Target)
- Tru Calling
- X-akták
- The X Factor (Egyesült Államok)